# John Powell (dyskobol)
John Gates Powell (ur. 25 czerwca 1947 w San Francisco, zm. 18 sierpnia 2022 w Las Vegas) – amerykański lekkoatleta specjalizujący się w rzucie dyskiem.

## Kariera
Siedmiokrotny mistrz Stanów Zjednoczonych, dwukrotny brązowy medalista olimpijski (XXI Letnie Igrzyska Olimpijskie Montreal 1976 i XXIII Letnie Igrzyska Olimpijskie Los Angeles 1984). W 1987 roku podczas II Mistrzostw Świata w Rzymie zdobył srebrny medal. 3 maja 1975 roku John Powell pobił rekord świata w rzucie dyskiem rzucając na odległość 69,08 m. Rok później wynik ten poprawił jego rodak Mac Wilkins. W 1975 roku John Powell zdobył także złoty mednal podczas VII Igrzysk Panamerykańskich.

## Rekordy życiowe
- rzut dyskiem – 71,26 m (1984)[2]